# Theodōros Katsanevas
Theodōros Katsanevas (in greco Θεόδωρος Κατσανέβας?; Atene, 13 marzo 1947 – Atene, 8 maggio 2021) è stato un politico greco.
È stato presidente dell'Organizzazione greca per l'impiego di manodopera dal 1981 al 1985 e dell'Istituto di Sicurezza Sociale (Ίδρυμα Κοινωνικών Ασφαλίσεων, IKA) dal 1985 al 1989.
È stato inoltre deputato per il Movimento Socialista Panellenico dal 1989 al 2004.

## Biografia
Nato ad Atene nel 1947, si laureò in economia presso l'Università del Pireo e, seguire, conseguì un master in relazioni industriali presso l'Università di Warwick e un Ph.D. in economia del lavoro alla London School of Economics and Political Science.
Prese parte alla resistenza contro la dittatura dei colonnelli e fu fra i fondatori del Movimento Socialista Panellenico.
Nel 1981 fu fra gli estensori del programma del Governo Papandreou I e ottenne la nomina all'ente statale per l'impiego, l'Organizzazione greca per l'impiego di manodopera, per passare poi all'Istituto di Sicurezza Sociale nel 1985. Nel 1989 fu eletto deputato nella seconda circoscrizione di Atene per il PASOK, di cui fu rappresentante fino al 2004. In quell'anno, lui e altri otto parlamentari furono ufficialmente esclusi dalle candidature dal partito stesso.
Fino al divorzio, avvenuto nel 2000, Katsanevas fu sposato con Sofia Papandreou, figlia del fondatore del PASOK Andreas Papandreou. Con una postilla al suo testamento, aperto nel settembre 1996, Papandreou definì il genero «la vergogna di famiglia».
Nel 1998 l'editore Spyros Karatzaferis pubblicò ripetutamente, sulla prima pagina del quotidiano Athinaiki (Αθηναϊκή), una foto di Katsanevas proprio con la didascalia «Vergogna» (Όνειδος, òneidos); per questo fatto, nel 2003, Karatzaferis fu condannato per diffamazione da un tribunale ateniese a un risarcimento di 10 milioni di dracme (circa 30.000 euro).
Il 1º maggio 2013 ha fondato un nuovo movimento, Dracma - Movimento Democratico Greco Cinque Stelle (ΔΡΑΧΜΗ, Ελληνική Δημοκρατική Κίνηση Πέντε Αστέρων), che si ispira all'italiano Movimento 5 Stelle.
Il 26 gennaio 2014, Katsanevas ha intentato causa contro un amministratore di Wikipedia in lingua greca, chiedendo la condanna ad un risarcimento di 200.000 euro e a un anno di reclusione, per non aver rimosso dalla voce a lui dedicata la parte concernente il testamento di Andreas Papandreou, da Katsanevas ritenuta diffamatoria. Questa azione ha innescato un effetto Streisand e la voce, completa delle informazioni ritenute diffamatorie, è stata tradotta in numerose altre versioni di Wikipedia, tra le quali quelle in inglese, catalano, polacco, francese, tedesco, danese, spagnolo e italiano. Il processo ha avuto termine nel 2018 quando Katsanevas ha lasciato cadere tutte le accuse.
Katsanevas è morto nel 2021 per complicazioni da Covid-19.